# ایالت فنگک
ایالت فنگک (به لاتین: Fangak State) یک منطقهٔ مسکونی در سودان جنوبی است که در Ayod واقع شده‌است. ایالت فنگک ۳۲۶٬۳۷۰ نفر جمعیت دارد.